# Сайлыколь
Сайлыколь (каз. Сайлыкөл) — село в Кербулакском районе Жетысуской области Казахстана. Входит в состав Каспанского сельского округа. Код КАТО — 194647400.

## Население
В 1999 году население села составляло 206 человек (114 мужчин и 92 женщины). По данным переписи 2009 года, в селе проживали 152 человека (76 мужчин и 76 женщин).